# Comarcă
O comarcă (spaniolă: [koˈmarka], portugheză: [kuˈmaɾkɐ] sau pronunție în portugheză [koˈmaʁkɐ], galiciană: [koˈmaɾka] pl. comarcas; catalană: [kuˈmarkə] sau pronunție în catalană [koˈmaɾka], pl. comarques) este o regiune tradițională sau unitate administrativă locală întâlnită în unele parți din Spania, Portugalia, Panama, Nicaragua și Brazilia.
Comarca este numită în aragoneză – redolada ([reðoˈlaða]) iar în bască – eskualde (AFI: [es̺kualde]). Adițional, în galiciană comărcile sunt numite bisbarras (AFI: [bizˈβaras]).

## Brazilia și Portugalia
În Portugalia, Brazilia și alte țări din Comunitatea Țărilor de Limbă Portugheză, comarca este o unitate teritorială din sistemul judiciar. Ea indică regiunea cuprinsă de o curte de nivel inferior. Comarca poate coresponde unui municipiu, sau unui grup de municipii mai mici.

## Spania
Termenul comarcă este utilizat în câteva regiuni din Peninsula Iberică.
- În Cantabria, comarca există ca o diviziune tradițională sau istorică.
- În Catalonia și Aragon, comarca este o zonă de conducere locală, și are un consiliu comarcal reprezentativ.
- În Comunitatea Valenciană, comarca există doar ca regiune tradițională fără competențe administrative. Oficial ele sunt numite demarcații teritoriale omologate în loc de comarques.
- În Galicia comarca sau bisbarra sunt diviziuni tradiționale recunoscute oficial, dar fără relevanță administrativă. Totuși conducerea Galiciei încearcă să transforme bisbarras în unități teritorial-administrative. Comărcile galiciene de asemenea ua un consiliu comarcal.

## Panama
În Panama, comarca indígena este o unitate administrativă pentru o regiune cu populație Indiană substanțială. Trei comărci (Comarca Emberá-Wounaan, Kuna Yala, Ngöbe-Buglé) există ca echivalent al unei provincii, și două comărci mai mici (Kuna de Madugandí și Kuna de Wargandí) subordonate provinciei și considerate echivalente unei corregimiento (municipiu).

## Angola
Comarca este o suburbie a Luandei, capitala Angolei.